# Векторска анализа
Векторска анализа је грана математике која проучава диференцијални и интегрални рачун над векторским пољима, primarily in 3-dimensional Euclidean space {\displaystyle \mathbb {R} ^{3}.}  The term "vector calculus" is sometimes used as a synonym for the broader subject of multivariable calculus, which spans vector calculus as well as partial differentiation and multiple integration.
Највећу примену у математици налази у диференцијалној геометрији и парцијалним диференцијалним једначинама, а од осталих грана науке, највише се користи у физици, посебно у електродинамици, механици флуида, гравитацији и сл.

## Основни објекти

### Скаларна поља
Скаларно поље придружује скаларну вредност свакој тачки у простору. Скалар је математички број који представља физичку величину. Примери скаларних поља у апликацијама укључују дистрибуцију температуре у простору, расподелу притиска у флуиду и квантна поља са спином нула (позната као скаларни бозони), као што је Хигсово поље. Ова поља су предмет теорије скаларног поља.

### Векторска поља
Векторско поље је додељивање вектора свакој тачки у простору. Векторско поље у равни, на пример, може се визуализовати као колекција стрелица са датом величином и смером, свака везана за тачку у равни. Векторска поља се често користе за моделовање, на пример, брзине и правца флуида који се креће кроз простор, или јачине и смера неке силе, као што је магнетна или гравитациона сила, како се мења од тачке до тачке. Ово се може користити, на пример, за израчунавање рада обављеног дуж линије.

### Вектори и псеувектори
У напреднијим третманима, даље се разликују псеудовекторска поља и псеудоскаларна поља, која су идентична векторским пољима и скаларним пољима, осим што мењају предзнак под мапом која мења оријентацију: на пример, ротор векторског поља је псеудовекторско поље, а ако се одражава векторско поље, ротор је усмерен у супротном смеру. Ова разлика је разјашњена и разрађена у геометријској алгебри, као што је описано у наставку.

## Векторска алгебра
Алгебарске (недиференцијалне) операције у векторском рачуну називају се векторском алгебром, дефинишу се за векторски простор и затим се глобално примењују на векторско поље. Основне алгебарске операције се састоје од:
| Операција                 | Нотација                                                | Опис                                                                              |
| ------------------------- | ------------------------------------------------------- | --------------------------------------------------------------------------------- |
| Сабирање вектора          | {\displaystyle \mathbf {v} _{1}+\mathbf {v} _{2}}       | Сабирање два вектора, дајући вектор.                                              |
| Множење вектора           | {\displaystyle a\mathbf {v} }                           | Множење скалара и вектора, дајући вектор.                                         |
| Скаларни производ вектора | {\displaystyle \mathbf {v} _{1}\cdot \mathbf {v} _{2}}  | Множење два вектора, дајући скалар.                                               |
| Векторски производ        | {\displaystyle \mathbf {v} _{1}\times \mathbf {v} _{2}} | Множењем два вектора у {\displaystyle \mathbb {R} ^{3}} добија се (псеудо)вектор. |

Такође се често користе два трострука производа: 
| Операција                    | Нотација                                                                                    | Опис                                                 |
| ---------------------------- | ------------------------------------------------------------------------------------------- | ---------------------------------------------------- |
| Скаларни троструки производ  | {\displaystyle \mathbf {v} _{1}\cdot \left(\mathbf {v} _{2}\times \mathbf {v} _{3}\right)}  | Скаларни производ векторског производа два вектора.  |
| Векторски троструки производ | {\displaystyle \mathbf {v} _{1}\times \left(\mathbf {v} _{2}\times \mathbf {v} _{3}\right)} | Векторски производ векторског производа два вектора. |

## Оператори и теореме

### Диференцијални оператори
Векторски рачун проучава различите диференцијалне операторе дефинисане на скаларним или векторским пољима, који се обично изражавају у виду del оператора ({\displaystyle \nabla }), такође познатог као „набла”. Три основна векторска оператора су:
| Операција                                            | Нотација                                                                       | Опис                                                                                     | Нотација аналогија        | Домен/опсег                                         |
| ---------------------------------------------------- | ------------------------------------------------------------------------------ | ---------------------------------------------------------------------------------------- | ------------------------- | --------------------------------------------------- |
| Градијент                                            | {\displaystyle \operatorname {grad} (f)=\nabla f}                              | Мери брзину и смер промене у скаларном пољу.                                             | Скаларно множење          | Пресликава скаларна поља у векторска поља.          |
| Дивергенција                                         | {\displaystyle \operatorname {div} (\mathbf {F} )=\nabla \cdot \mathbf {F} }   | Мери скалар извора или понора у датој тачки у векторском пољу.                           | Скаларни производ вектора | Пресликава векторска поља у скаларна поља.          |
| Ротор                                                | {\displaystyle \operatorname {curl} (\mathbf {F} )=\nabla \times \mathbf {F} } | Мери тенденцију ротације око тачке у векторском пољу у {\displaystyle \mathbb {R} ^{3}}. | Векторски производ        | Пресликава векторска поља у (псеудо)векторска поља. |
| f означава скаларно поље и F означава векторско поље |                                                                                |                                                                                          |                           |                                                     |

Такође се често користе два Лапласова оператора:
| Операција                                            | Нотација | Опис                                                                                           | Домен/опсег                  |
| ---------------------------------------------------- | --- | ---------------------------------------------------------------------------------------------- | ---------------------------- |
| Лапласијан                                           | {\displaystyle \Delta f=\nabla ^{2}f=\nabla \cdot \nabla f}                                                           | Мери разлику између вредности скаларног поља са његовим просеком на инфинитезималним куглама.  | Мапе између скаларних поља.  |
| Векторски Лапласијан                                 | {\displaystyle \nabla ^{2}\mathbf {F} =\nabla (\nabla \cdot \mathbf {F} )-\nabla \times (\nabla \times \mathbf {F} )} | Мери разлику између вредности векторског поља са његовим просеком на инфинитезималним куглама. | Мапе између векторских поља. |
| f означава скаларно поље и F означава векторско поље | |                                                                                                |                              |

Квантитет који се назива Јакобијанска матрица је користан за проучавање функција када су домен и опсег функције мултиваријабилни, као што је промена променљивих током интеграције.

### Теореми интеграла
Три основна векторска оператора имају одговарајуће теореме које генерализују основну теорему рачуна на више димензије:
| Теорема градијента                                                          | {\displaystyle \int _{L\subset \mathbb {R} ^{n}}\!\!\!\nabla \varphi \cdot d\mathbf {r} \ =\ \varphi \left(\mathbf {q} \right)-\varphi \left(\mathbf {p} \right)\ \ {\text{ for }}\ \ L=L[p\to q]}               | Криволинијски интеграл градијента скаларног поља дуж криве једнак је промени скаларног поља између крајњих тачака и q криве.                                         |
| Теорема дивергенције                                                        | {\displaystyle \underbrace {\int \!\cdots \!\int _{V\subset \mathbb {R} ^{n}}} _{n}(\nabla \cdot \mathbf {F} )\,dV\ =\ \underbrace {\oint \!\cdots \!\oint _{\partial V}} _{n-1}\mathbf {F} \cdot d\mathbf {S} } | Интеграл дивергенције векторског поља над n-димензионалним чврстим телом једнак је флуксу векторског поља кроз (n−1)-димензионалну затворену граничну површину тела. |
| Теорема ротоара (Келвин–Стоукс)                                             | {\displaystyle \iint _{\Sigma \,\subset \mathbb {R} ^{3}}(\nabla \times \mathbf {F} )\cdot d\mathbf {\Sigma } \ =\ \oint _{\!\!\!\partial \Sigma }\mathbf {F} \cdot d\mathbf {r} }                               | Интеграл кривуље векторског поља преко површине Σ у {\displaystyle \mathbb {R} ^{3}} једнак је кружењу векторског поља око затворене криве која ограничава површину. |
| {\displaystyle \varphi } означава скаларно поље и F означава векторско поље | | |

У две димензије, теореме о дивергенцији и увијању своде се на Гринову теорему:
| Гринова теорема                                                                     | {\displaystyle \iint _{A\,\subset \mathbb {R} ^{2}}\left({\frac {\partial M}{\partial x}}-{\frac {\partial L}{\partial y}}\right)dA\ =\ \oint _{\partial A}\left(L\,dx+M\,dy\right)} | Интеграл дивергенције (или завоја) векторског поља преко неког региона у {\displaystyle \mathbb {R} ^{2}} једнак је флуксу (или циркулацији) векторског поља преко затворене криве која ограничава регион. |
| За дивергенцију, F = (M, −L). За ротор, F = (L, M, 0). L и M су функције од (x, y). | | |